# José Centaño Anchorena
José Centaño Anchorena (Sevilla, 18 de maig de 1851 – Madrid 1 de febrer de 1923) fou un militar espanyol, que va exercir de governador colonial i de governador civil, entre d'altres, de les províncies de Barcelona i Lleida.

## Biografia
Era fill del tinent coronel d'artilleria José Centaño Aldave, i va ingressar a la branca d'infanteria de l'exèrcit espanyol en 1868. En 1871 fou condecorat amb la creu del mèrit militar. El 1872 fou destinat al País Basc i Navarra per lluitar a la tercera guerra carlina i fou ascendit a tinent i participà en lluites a Otxandiano, Arbizu, Bilbao i Portugalete, acció en la que fou fet presoner. En setembre de 1874 ingressa a l'Escola d'Estat Major i en 1877 ascendeix a capità. En 1881 és destinat com a professor a l'Escola d'Estat Major fins que en 1885 és destinat a Puerto Rico, on forma part de la Comissió encarregada de fer el mapa militar de l'illa. En 1888 torna a la península i és destinat al Ministeri de Guerra d'Espanya, on participa en l'elaboració del plànol d'Algesires i publica una narració sobre la guerra carlina, per la que en 1891 és condecorat.
En 1893 és ascendit a comandant d'Estat Major i és destinat al Camp de Gibraltar, i en 1894 a Ceuta. En 1895 és ascendit a tinent coronel i nomenat professor de l'Escola Superior de Guerra fins que el 1896 és destinat a l'ambaixada espanyola a Viena com a agregat militar. El 1901 torna a Espanya i és nomenat ajudant d'ordres a la Casa Militar de Sa Majestat. Entre 1902 i 1906 ocupa diversos càrrecs a la Junta Consultiva de Guerra i a l'Estat Major fins que és ascendit a coronel. De 1907 a 1908 fou governador civil de la província de Lleida, de 1908 a 1909 governador de la Guinea Espanyola i en 1912 cap de l'Oficina d'Afers i Tropes Indígenes a Melilla, alhora que és ascendit a general de brigada
En 1914 fou nomenat governador civil de València i de les Illes Canàries En 1916 fou governador militar de Guipúscoa. E 1917 fou ascendit a general de divisió i nomenat governador militar d'Oviedo i després de Biscaia. L'abril de 1919 fou nomenat governador civil de Barcelona, tot i que no arribà a prendre possessió del càrrec. Poc després va passar a la reserva i s'establí a Madrid, on va morir l'1 de febrer de 1923